# Polymerurus nodifurca
Polymerurus nodifurca is een buikharige uit de familie Chaetonotidae. Het dier komt uit het geslacht Polymerurus. Polymerurus nodifurca werd in 1910 voor het eerst wetenschappelijk beschreven door Marcolongo. 